# Норт-Сааніч
Норт-Сааніч (англ. North Saanich) — окружний муніципалітет в Канаді, у провінції Британська Колумбія, у складі регіонального округу Кепітел.

## Населення
За даними перепису 2016 року, окружний муніципалітет нараховував 11249 осіб, показавши зростання на 1,4%, порівняно з 2011-м роком. Середня густина населення становила 301,8 осіб/км².
З офіційних мов обидвома одночасно володіли 1 280 жителів, тільки англійською — 9 925, а 25 — жодною з них. Усього 945 осіб вважали рідною мовою не одну з офіційних, з них 20 — українську.
Працездатне населення становило 55% усього населення, рівень безробіття — 4,5% (4,9% серед чоловіків та 4,4% серед жінок). 76,1% осіб були найманими працівниками, а 22,7% — самозайнятими.
Середній дохід на особу становив $67 226 (медіана $44 913), при цьому для чоловіків — $88 208, а для жінок $47 478 (медіани — $57 301 та $35 405 відповідно).
24,4% мешканців мали закінчену шкільну освіту, не мали закінченої шкільної освіти — 9%, 66,5% мали післяшкільну освіту, з яких 49,8% мали диплом бакалавра, або вищий, 300 осіб мали вчений ступінь.
| Статево-вікова структура населення | Статево-вікова структура населення | Статево-вікова структура населення | Статево-вікова структура населення | Статево-вікова структура населення |
| ---------------------------------- | ---------------------------------- | ---------------------------------- | ---------------------------------- | ---------------------------------- |
|                                    |                                    |                                    |                                    |                                    |
| Всього                             | Всього                             | 49,1%50,9%                         |                                    |                                    |
| 0 — 14 років                       | 0 — 14 років                       |                                    | 10,8%                              | 10,8%                              |
| 15 — 64 років                      | 15 — 64 років                      |                                    | 57,5%                              | 57,5%                              |
| 65 і більше                        | 65 і більше                        |                                    | 31,7%                              | 31,7%                              |
| 85 і більше                        | 85 і більше                        |                                    | 2,9%                               | 2,9%                               |
| 100 і більше                       | 100 і більше                       |                                    | 0%                                 | 0%                                 |
| Середній вік (років)               | Середній вік (років)               | 50,350,6                           | 50,4                               | 50,4                               |
| Медіана (років)                    | Медіана (років)                    | 56,356,1                           | 56,2                               | 56,2                               |
| — чоловіки — жінки                 |                                    |                                    |                                    |                                    |

| Походження мешканців:     | Походження мешканців:     | Походження мешканців: | Походження мешканців: | Походження мешканців: |
| ------------------------- | ------------------------- | --------------------- | --------------------- | --------------------- |
| Походження                |                           |                       | осіб                  | %                     |
| Корінні американці        | Корінні американці        |                       | 310                   | 2.77%                 |
| Інше північноамериканське | Інше північноамериканське |                       | 2 810                 | 25.1%                 |
| Європейське               | Європейське               |                       | 9 980                 | 89.15%                |
| британське                | британське                |                       | 7 930                 | 70.84%                |
| французьке                | французьке                |                       | 1 195                 | 10.67%                |
| українське                | українське                |                       | 590                   | 5.27%                 |
| Латинськоамериканське     | Латинськоамериканське     |                       | 65                    | 0.58%                 |
| Карибське                 | Карибське                 |                       | 70                    | 0.63%                 |
| Африканське               | Африканське               |                       | 120                   | 1.07%                 |
| Азійське                  | Азійське                  |                       | 515                   | 4.6%                  |
| Океанійське               | Океанійське               |                       | 105                   | 0.94%                 |

| Зайнятість населення за галузями (за класифікацією NOC): | Зайнятість населення за галузями (за класифікацією NOC): | Зайнятість населення за галузями (за класифікацією NOC): | Зайнятість населення за галузями (за класифікацією NOC): | Зайнятість населення за галузями (за класифікацією NOC): |
| -------------------------------------------------------- | -------------------------------------------------------- | -------------------------------------------------------- | -------------------------------------------------------- | -------------------------------------------------------- |
|                                                          |                                                          |                                                          |                                                          |                                                          |
| Управління                                               | Управління                                               |                                                          | 16,4%                                                    | 16,4%                                                    |
| Бізнес, фінанси та адміністрування                       | Бізнес, фінанси та адміністрування                       |                                                          | 15,3%                                                    | 15,3%                                                    |
| Природничі та прикладні науки                            | Природничі та прикладні науки                            |                                                          | 10,2%                                                    | 10,2%                                                    |
| Охорона здоров'я                                         | Охорона здоров'я                                         |                                                          | 7,9%                                                     | 7,9%                                                     |
| Освіта, правозахист, муніципальні та урядові служби      | Освіта, правозахист, муніципальні та урядові служби      |                                                          | 12,7%                                                    | 12,7%                                                    |
| Мистецтво, культура, відпочинок та спорт                 | Мистецтво, культура, відпочинок та спорт                 |                                                          | 3,6%                                                     | 3,6%                                                     |
| Роздрібна торгівля та послуги                            | Роздрібна торгівля та послуги                            |                                                          | 19,6%                                                    | 19,6%                                                    |
| Гуртова торгівля, транспорт та обладнання                | Гуртова торгівля, транспорт та обладнання                |                                                          | 11%                                                      | 11%                                                      |
| Природні ресурси, сільське господарство                  | Природні ресурси, сільське господарство                  |                                                          | 2,2%                                                     | 2,2%                                                     |
| Виробництво                                              | Виробництво                                              |                                                          | 1,1%                                                     | 1,1%                                                     |

## Клімат
Середня річна температура становить 9,8°C, середня максимальна – 20,3°C, а середня мінімальна – -1,4°C. Середня річна кількість опадів – 926 мм.
| Клімат поселення                              | Клімат поселення | Клімат поселення | Клімат поселення | Клімат поселення | Клімат поселення | Клімат поселення | Клімат поселення | Клімат поселення | Клімат поселення | Клімат поселення | Клімат поселення | Клімат поселення | Клімат поселення |
| Показник                                      | Січ.             | Лют.             | Бер.             | Квіт.            | Трав.            | Черв.            | Лип.             | Серп.            | Вер.             | Жовт.            | Лист.            | Груд.            |                  |
| Середній максимум, °C                         | 8,48             | 9,64             | 11,18            | 13,47            | 16,54            | 19,27            | 19,86            | 20,29            | 17,47            | 13,08            | 9,19             | 7,02             |                  |
| Середня температура, °C                       | 3,53             | 4,69             | 6,23             | 8,52             | 11,59            | 14,33            | 16,77            | 17,20            | 14,39            | 10,00            | 6,12             | 3,94             |                  |
| Середній мінімум, °C                          | −1,42            | −0,26            | 1,30             | 3,58             | 6,67             | 9,38             | 13,70            | 14,12            | 11,31            | 6,91             | 3,03             | 0,86             |                  |
| Норма опадів, мм                              | 149              | 103              | 82               | 51               | 38               | 32               | 20               | 26               | 31               | 84               | 156              | 154              |                  |
| Середньомісячна швидкість вітру, м/с          | 3.49             | 3.34             | 3.42             | 3.36             | 3.29             | 3.32             | 3.18             | 2.88             | 2.58             | 2.78             | 3.44             | 3.52             |                  |
| Середньомісячна сонячна радіація, кДж/м²·день | 3239             | 6093             | 9917             | 14819            | 18498            | 19927            | 21178            | 18111            | 13247            | 7088             | 3652             | 2615             |                  |
| --------------------------------------------- | ---------------- | ---------------- | ---------------- | ---------------- | ---------------- | ---------------- | ---------------- | ---------------- | ---------------- | ---------------- | ---------------- | ---------------- | ---------------- |
| Джерело:                                      |                  |                  |                  |                  |                  |                  |                  |                  |                  |                  |                  |                  |                  |